# Ковалёв, Никита Александрович
Ники́та Алекса́ндрович Ковалёв (род. 31 марта 1996, Ростов-на-Дону, Россия) — российский футболист, защитник.

## Клубная карьера
Воспитанник «Ростова». С 2013 года выступал за молодёжный состав клуба. 25 июля 2016 года был внесён в заявку «Ростова» на Лигу чемпионов. 20 августа 2016 года провёл единственный матч в Премьер-лиге против «Томи» (3:0), заменив на 56-й минуте Фёдора Кудряшова. Летом 2017 года подписал контракт с «Дружбой». В феврале 2018 года перешёл в брянское «Динамо». Завершил карьеру в «Евпатории».